# 雷鎮
雷鎮（葡萄牙語：Vila de Rei），是葡萄牙的城鎮，位於該國中部，由布朗庫堡區負責管轄，始建於1285年，面積191.55平方公里，2011年人口3,452，該城鎮人口密度每平方公里18人。
39°40′N 8°8′W / 39.667°N 8.133°W